# Verbove, Kazanka
Verbove (în ucraineană Вербове) este un sat în comuna Mîkolo-Hulak din raionul Kazanka, regiunea Mîkolaiiv, Ucraina.

## Demografie
Componența lingvistică a localității Verbove
     Ucraineană (97,5%)
     Rusă (2,5%)
Conform recensământului din 2001, majoritatea populației localității Verbove era vorbitoare de ucraineană (97,5%), existând în minoritate și vorbitori de rusă (2,5%).